# Nekrolog 1977
Nekrolog
◄◄
| ◄
| 1973
| 1974
| 1975
| 1976
| 1977 | 1978 | 1979 | 1980 | 1981 | ► | ►►
1. Quartal |
2. Quartal |
3. Quartal |
4. Quartal 
Weitere Ereignisse | Allgemeiner Nekrolog 1977
Die Beschreibung der verstorbenen Person sollte so kurz wie möglich gehalten sein und nur deren signifikante Tätigkeit(en) enthalten.
Neue Namen ggf. auch unter dem Geburts- und Sterbedatum, also etwa unter 1. Januar und im Geburts- und Sterbejahr (2024) eintragen (nur bei entsprechender großer Wichtigkeit). Für Beispiele siehe die schon vorhandenen Artikel.
Außerdem über die fünf zuletzt Verstorbenen, zu denen es einen ausreichend guten Artikel für eine Präsentation auf der Hauptseite gibt, nach der todesbedingten Überarbeitung der Artikel ggf. auch unter Wikipedia Diskussion:Hauptseite informieren und sie am besten auch in den anderen Wikipedia-Sprachversionen eintragen. Tipp: Regelmäßig bei news.google.de nach „ist tot“, „gestorben“ oder „verstorben“ suchen.
Wenn eine Person gestorben ist, gibt es viele Seiten zu dieser Person in der Wikipedia, die davon auch betroffen sind und entsprechend aktualisiert werden müssen. Beispiele: Namenübersichtsseite, Geburtsjahr, Geburtsort-Seiten und viele mehr.
Wie finde ich die betroffenen Seiten?
Im Suchfeld auf der linken Seite gibt man den Suchbegriff so ein: „Vorname Nachname“. Dann klickt man auf Volltext und alle Seiten mit entsprechendem Suchtext werden aufgerufen. Hier sieht man dann schnell, wo auch das Todesjahr Sinn macht oder sogar ein Teil des Artikels angepasst werden muss. Auch hilft das „Werkzeug“ auf der linken Seite sehr gut, um solche Seiten aufzufinden: „Links auf diese Seite“. Somit ist die Wikipedia wieder aktuell in allen Bereichen! Hinweis: bei Eintragung der Kategorie „Gestorben JAHR“ wird der Missbrauchsfilter 49 ausgelöst, was jedoch nicht schlimm ist. Siehe: Spezial:Missbrauchsfilter/49
Dies ist eine Liste von im Jahr 1977 verstorbenen bekannten Persönlichkeiten. Die Einträge erfolgen innerhalb der einzelnen Daten alphabetisch sortiert. Tiere sind im Nekrolog für Tiere zu finden.
Die Liste ist nach Quartalen aufgeteilt:
- Nekrolog 1. Quartal 1977: Januar, Februar und März
- Nekrolog 2. Quartal 1977: April, Mai und Juni
- Nekrolog 3. Quartal 1977: Juli, August und September
- Nekrolog 4. Quartal 1977: Oktober, November und Dezember

## Datum unbekannt
| Sultanuddin Ahmad                     | pakistanischer Diplomat                                                                 |  |
| Sulamith Anbinder                     | sowjetische Bildhauerin                                                                 |  |
| Nikolaus von Arseniew                 | russischer Emigrant und Religionswissenschaftler an der Albertus-Universität            |  |
| Frank Atkinson                        | englischer Fußballspieler                                                               |  |
| France Audoul                         | französische Malerin, Mitglied der Résistance und KZ-Häftling                           |  |
| Genia Awerbuch                        | israelische Architektin                                                                 |  |
| Jack Ayre                             | kanadischer Pianist und Komponist                                                       |  |
| Carl Baierl                           | österreichisch-deutscher Komiker und Volksschauspieler                                  |  |
| Eulogio Balao                         | philippinischer Politiker und Offizier                                                  |  |
| Erich Balg                            | deutscher Fotograf                                                                      |  |
| Paul Bode                             | deutscher Pädagoge, Hochschullehrer und -direktor sowie Heimatforscher und Autor        |  |
| Theodor Bohdanowicz                   | österreichischer Maler                                                                  |  |
| Zelma Brauere                         | lettische Philologin                                                                    |  |
| Philip Mainwaring Broadmead           | britischer Botschafter                                                                  |  |
| Leo Brunschwiler                      | Schweizer Bildhauer                                                                     |  |
| Hans-Joachim Bull                     | deutscher Richter und Rechtsanwalt                                                      |  |
| Andrei Wladimirowitsch Bunin          | russischer Architekt, Städtebauer, Architekturhistoriker und Hochschullehrer            |  |
| Julius von dem Bussche-Haddenhausen   | deutscher Gutsbesitzer und Politiker (DP, FDP)                                          |  |
| Antônio Cândido da Câmara Canto       | brasilianischer Diplomat                                                                |  |
| Cristina Campo                        | italienische Schriftstellerin und Übersetzerin                                          |  |
| Renato Cenni                          | italienischer Maler, Karikaturist und Dokumentarfilmregisseur                           |  |
| Hans Colsman                          | deutscher Unternehmer                                                                   |  |
| Angelo Corrias                        | italienischer Diplomat                                                                  |  |
| Nicolas Darvas                        | ungarischer Tänzer, Börsenspekulant und Autor                                           |  |
| John Coleman DeGraft-Johnson          | ghanaischer Schriftsteller, Historiker, Ökonom, Philosoph, Diplomat                     |  |
| Michael Dei-Anang                     | ghanaischer Schriftsteller, Poet, Schreiber von Schauspielen und Novellist              |  |
| Käthe Delius                          | deutsche Hauswirtschafterin                                                             |  |
| Gaspard Deridder                      | belgischer Boxer                                                                        |  |
| Cleavant Derricks                     | US-amerikanischer, baptistischer Theologe und Kirchenliedkomponist                      |  |
| Berthold Ditz                         | deutscher Politiker (GB/BHE), MdL                                                       |  |
| Hubert Douglas                        | kanadischer Skilangläufer                                                               |  |
| Augusto Assettati D’Amelia            | italienischer Diplomat                                                                  |  |
| Martin Eisler                         | österreichischer Möbeldesigner                                                          |  |
| Betty Favre                           | Schweizer Bergsteigerin, Fotografin und Autorin                                         |  |
| Keith Feiling                         | englischer Historiker                                                                   |  |
| Hermann Feneberg                      | deutscher Jurist                                                                        |  |
| Jorge Ferrari-Hardoy                  | argentinischer Architekt und Designer                                                   |  |
| James L. Fields                       | US-amerikanischer Toningenieur                                                          |  |
| Viktor Fischer                        | österreichischer Ringer                                                                 |  |
| Edgar Flatau                          | deutsch-britischer Schauspieler, Filmproduzent, Synchronautor und Dialogregisseur       |  |
| Pietro Francisci                      | italienischer Filmregisseur und Drehbuchautor                                           |  |
| Bodo Francke                          | deutscher Maler der abstrakten und konkreten Kunst sowie Vertreter des Konstruktivismus |  |
| Luigi Freddi                          | italienischer Journalist und faschistischer Funktionär                                  |  |
| Eberhard Freudenberg                  | deutscher Rundfunkredakteur und -regisseur                                              |  |
| Teddy Gardner                         | britischer Boxer                                                                        |  |
| Jefim Gechtman                        | sowjetischer Journalist und Publizist                                                   |  |
| Bernhard Gericke                      | deutscher Rechtsextremist                                                               |  |
| Jakob Götz                            | deutscher Unternehmer, Unternehmensgründer und Schiffseigner                            |  |
| Wladislaw Konstantinowitsch Gribowski | sowjetischer Pilot und Flugzeugkonstrukteur                                             |  |
| Louis Guilbert                        | französischer Romanist, Linguist, Lexikologe und Lexikograf                             |  |
| Paul Haegele                          | deutscher Komponist und Kommunalpolitiker                                               |  |
| Eugen Heinz                           | deutscher Verwaltungsbeamter                                                            |  |
| Arne Hellberg                         | schwedischer Diskuswerfer                                                               |  |
| Johanna Herzfeldt                     | deutsche Sinologin                                                                      |  |
| Christian Gotthard Hirsch             | deutscher Maler                                                                         |  |
| Konrad Hoffmann                       | sowjetisch-wolgadeutscher Politiker                                                     |  |
| Willy Hoffmann                        | deutscher Architekt                                                                     |  |
| George Hoyle                          | englischer Fußballspieler                                                               |  |
| Rufus Isaacs                          | US-amerikanischer Mathematiker                                                          |  |
| İsmail Hakkı Ketenoğlu                | türkischer Richter, Präsident des Verfassungsgerichts der Türkei                        |  |
| Heinrich Kipphardt                    | deutscher Zahnarzt und Opfer des Nationalsozialismus                                    |  |
| Heinz Kisters                         | deutscher Kunsthändler und Sammler                                                      |  |
| Friedrich Könekamp                    | deutscher Mathematiker, Schriftsteller, Pädagoge und Maler                              |  |
| Rachel Aronowna Kownator              | sowjetische jiddischsprachige kommunistische Autorin und Journalistin                   |  |
| Siegfried Adolf Kummer                | deutscher Kunstmaler und Esoteriker                                                     |  |
| Walter Kunze                          | deutscher Politiker (LDP/FDP), Finanzminister in Brandenburg, Bürgermeister in Altona   |  |
| Karl Lederer                          | deutscher Politiker (NSDAP)                                                             |  |
| Johann Lindt                          | Schweizer Buchbinder, Restaurator und Sachbuchautor                                     |  |
| Willibald Joseph MacDonald            | kanadischer Hochschullehrer, Vizegouverneur von Prince Edward Island                    |  |
| Martin Macko                          | tschechoslowakischer Fußballschiedsrichter                                              |  |
| Abdul Motaleb Malik                   | pakistanischer Diplomat und Politiker                                                   |  |
| Heinz Marcisz                         | deutsches RAF-Opfer                                                                     |  |
| Bror Marklund                         | schwedischer Bildhauer                                                                  |  |
| Ludwig Mellinger                      | deutscher Bankmanager                                                                   |  |
| Leigh Mercer                          | britischer Autor von Wortspielereien und mathematischer Unterhaltungen                  |  |
| Werner Meyer                          | deutscher Pädagoge, Ministerialbeamter und Hochschulleiter                              |  |
| Kai Molter                            | dänischer Maler                                                                         |  |
| J. C. Moses                           | US-amerikanischer Jazz-Schlagzeuger                                                     |  |
| Casey Motsisi                         | südafrikanischer Journalist und Schriftsteller                                          |  |
| Werner Otto Müller-Hill               | deutscher Jurist                                                                        |  |
| Robert Müllerleile                    | deutscher Papierfabrikant                                                               |  |
| Jason Hamutenya Ndadi                 | namibischer Befreiungskämpfer                                                           |  |
| Fritz Nebel                           | deutscher Nachrichtenoffizier                                                           |  |
| Fritz Neuruhrer                       | österreichischer Leichtathlet                                                           |  |
| Hilda Nickson                         | britische Autorin                                                                       |  |
| Robert Pahncke                        | deutscher Autor und Studienrat                                                          |  |
| Stan Ioan Pătraș                      | rumänischer Künstler                                                                    |  |
| Gregor Paulsson                       | schwedischer Kunsthistoriker                                                            |  |
| Richard Peters                        | deutscher Lehrer und Politiker                                                          |  |
| Ilja Pawlowitsch Petruschewski        | sowjetischer Historiker und Orientalist                                                 |  |
| Roland Pieler                         | deutsches RAF-Opfer                                                                     |  |
| Mathilde Pomès                        | französische Dichterin, Romanistin und Übersetzerin                                     |  |
| Festus Pragnell                       | britischer Science-Fiction-Autor                                                        |  |
| Georg A. Profé                        | deutscher Schauspieler, Filmproduzent und Regisseur                                     |  |
| Friedrich Rabeneck                    | deutscher Kaufmann und SS-Führer                                                        |  |
| N. Raghavan                           | indischer Diplomat                                                                      |  |
| Rolf Reclam                           | deutscher Verleger                                                                      |  |
| Otto Reisch                           | österreichischer Psychiater und T4-Gutachter                                            |  |
| Walter Rethel                         | deutscher Flugzeugkonstrukteur                                                          |  |
| Raúl Rodríguez                        | argentinischer Boxer                                                                    |  |
| Igor Konstantinowitsch Sacharow       | russischer Emigrant, Söldner, deutscher Agent                                           |  |
| Ernst Sachs                           | deutscher Elektrotechniker und Erfinder des elektrischen Lötkolbens                     |  |
| ʿAlī Sālih as-Saʿdī                   | irakischer Politiker                                                                    |  |
| Ernest Schimmel                       | österreichischer Architekt, Maler und Grafiker                                          |  |
| Josef Schnurrer                       | deutscher Unternehmer und kommissarischer Oberbürgermeister in Weiden in der Oberpfalz  |  |
| Wilhelm Schulte II.                   | deutscher Architekt                                                                     |  |
| Éric Schwab                           | französischer Fotograf und Dokumentarist der Konzentrationslager                        |  |
| Otto Seeber                           | deutscher Sportfunktionär                                                               |  |
| Enrico Silvestri                      | italienischer Skisportler und Offizier                                                  |  |
| Henri Stoelen                         | belgischer Wasserballspieler                                                            |  |
| Franz Straub                          | deutscher Polizist                                                                      |  |
| Jim Sullivan                          | walisisch-englischer Rugby-League-Spieler                                               |  |
| Wilhelm Sünkel                        | deutscher Lehrer und Bürgermeister von Detmold                                          |  |
| Nechama Szmuszkowicz                  | ukrainisch-französische Malerin und Grafikerin                                          |  |
| Juozas Tatoris                        | litauischer Agronom, Zootechniker, Politiker und Vizeminister                           |  |
| Koço Theodhosi                        | albanischer kommunistischer Politiker                                                   |  |
| Bill Tilman                           | britischer Bergsteiger, Entdeckungsreisender und Buchautor                              |  |
| Sinowi Schenderowitsch Tolkatschow    | sowjetischer Maler                                                                      |  |
| Gladys Turquet-Milnes                 | britische Romanistin und Französistin                                                   |  |
| Helmut Ulmer                          | deutscher Polizist                                                                      |  |
| Maria Valente                         | italienische Sängerin und Musikclown                                                    |  |
| Fernando Vandelli                     | italienischer Hammerwerfer                                                              |  |
| Eugène Vées                           | französischer Jazzgitarrist                                                             |  |
| Harry Vickers                         | US-amerikanischer Ingenieur und Industrieller                                           |  |
| Werner Wachsmuth                      | deutscher Schauspieler, Hörspielsprecher und Winnetou-Darsteller                        |  |
| Wang Dulu                             | chinesischer Schriftsteller                                                             |  |
| Emmy Wehlen                           | deutsche Operettensängerin und Schauspielerin                                           |  |
| Ruth Wilhelmi                         | deutsche Theaterfotografin                                                              |  |
| Walter Wittich                        | deutscher Forstwissenschaftler und Bodenkundler                                         |  |
| Samuel Wülser                         | Schweizer Maler                                                                         |  |
| Jim Wynn                              | US-amerikanischer Rhythm-&-Blues-Musiker                                                |  |
| Juan Xiol Marchal                     | spanischer Filmregisseur und Drehbuchautor                                              |  |
| Þorsteinn Valdimarsson                | isländischer Schriftsteller                                                             |  |